# Lea Myren
Lea Mathilde Skar-Myren (født 21. april 2001) er en norsk skuespiller og model.

## Filmografi

### TV
| År              | Titel           | Rolle                  | Noter                                                                 |
| --------------- | --------------- | ---------------------- | --------------------------------------------------------------------- |
| 2009            | Superia         | Sig selv               | Vært                                                                  |
| 2013–2015; 2018 | Jenter          | Maya                   | Hovedrolle (sæson 1) Støtterolle (sæson 2–5) Gæsteoptræden (sæson 10) |
| 2013            | Julemorgen      | Sig selv               | Gjesteopptreden                                                       |
| 2014–2015       | Superkrim       | Sig selv               | 2 episoder                                                            |
| 2018            | Side om side    | Sofie                  | Episode: "Foreldrekonflikt"                                           |
| 2019            | Blank           | Jenny                  | 2 episoder                                                            |
| 2020            | Allerud VGS     | Allergisk              | Episode: "Verdensblikk"                                               |
| 2020–nuværende  | Familien Lykke  | Jeanette               | Hovedrolle                                                            |
| 2021            | Maxitaxi Driver | Ingrid                 | 2 episoder                                                            |
| 2022            | Venner fra før  | Indie                  | 5 episoder                                                            |
| 2022–nuværende  | Kids in Crime   | Monica "Tatærn" Larsen | Hovedrolle                                                            |
| 2023            | Kø              | Sandra                 | Episode: "Oslo"                                                       |

### Film
| År   | Titel                 | Rolle  | Noter                                                       |
| ---- | --------------------- | ------ | ----------------------------------------------------------- |
| 2021 | Aldri i Livet         | Liv    | Bachelorfilm ved Westerdals Oslo ACT – Høyskolen Kristiania |
| 2025 | Den stygge stedsøster | Elvira | Premiere på Sundance Film Festival                          |

### Musikvideoer
| År   | Video                                        | Artist            |
| ---- | -------------------------------------------- | ----------------- |
| 2021 | "Never Lose That Childish Glow in Your Eyes" | Kristian Skylstad |

### Reklame
| År   | Produkt                               |
| ---- | ------------------------------------- |
| 2017 | Barndom af Margreth Olin              |
| 2018 | VM på TV 2                            |
| 2019 | "Stemmer verdt å lytte til" af iceUng |

## Eksterne links
- Lea Myren på Internet Movie Database (engelsk)
- Lea Myren på The Movie Database (engelsk)
- Lea Myren på MusicBrainz
- Lea Myren på SoundCloud
- Lea Myren på Instagram (norsk)